# Шаманизъм
Шаманизмът е съвкупност от магико-религиозни практики намиращи място в общества, в които е допустима ролята на „шаман“. Думата е производна от това название, достигнало в Европа през казаци и руси. Функцията на шамана, независимо как се определят неговите способности и качества, е запазена само за определени лица, избирани или обучавани по специални ритуали.
В един по-тесен и първоначален смисъл, като шаманизъм се определя един специфичен комплекс от поведения и вярвания, засвидетелствани в средна Азия преди установяването на трайни европейски влияния там. В по-широк смисъл под шаманизъм се разбира наличието на елементи, достатъчно сходни със сибирския шаманизъм, наблюдавани и проследявани практически по цял свят във времето от палеолита до наши дни.
Тази нееднозначност в разбиранията усложнява изучаването и описването на шаманизма. Тя е била откроена в книгата на Мирча Елиаде Шаманизмът и архаичните техники на екстаза, която от средата на 20 век задава отправна точка в обсъждането на предмета.

## Етимология
Думата „шаман“ е взета от езика на сибирските евенки (наричани в миналото тунгуси), които говорят език, принадлежащ към тунгусо-манчжурското езиково семейство. В различните евенкски диалекти тя звучи като саман, шаман или хаман. Предположението, че тя произлиза от китайската sha men (китайски: 沙门，沙弥), „будистки монах“, като заемка заемка от Pali śamana или санскрит śramana – „аскет“ (от śramati, „he fatigues“), не е оправдано. Според някои в тунгусо-манджурските езици думата е свързана с евенкската глаголна основа сä – „зная“, т.е. шаман означава „този, който знае“.
В тюркските езици думата за шаман е кам (kam) или бакшъ (baksı).

## Характеристики на шаманизма
Известни са много различни разновидности на шаманизма, но основни черти, по които са небелязва формата най-често включват следното:
- Духовете могат да играят важни роли в човешкия живот.
- Шаманът може да контролира и/или да си сътрудничи с духовете за благото на общността.
- Духовете могат да бъдат добри и зли.
- Шаманите изпадат в транс като пеят, танцуват, медитират и удрят по барабан.
- Животните играят важна роля на вестители и животински духове-водачи.
- Духът на шамана напуска тялото и влиза в свръхестествения свят на духовете.
- Шаманите могат да лекуват различни заболявания.
- Шаманите са лечители, гурута и магьосници.
- Най-важният предмет в шаманската практика е барабанът, който символизира много неща. Понякога барабаните са украсявани със звънци или кости от различни животни.

Практикуващите шаманизъм твърдят, че имат възможност да поставят диагноза и да лекуват, а в някои области – и да причиняват страдание. Шаманите вярват, че това става като пътуват по axis mundi и се свързват и контролират духовете. Смята се, че шаманите могат да контролират времето и природните стихии, да правят предсказания, да тълкуват сънища, да извършват астрални проекции и пътешествия до горните и долни светове. Шаманските обичаи съществуват от праисторически времена.
Някои антрополози и изследователи определят шаманите като посредници между материалния и духовния свят, които пътуват между световете в състояние на транс. Когато попадне в света на духовете, шаманът общува с тях и иска помощ за лечение, за добър улов или за изменения във времето.
Шаманизмът се основава на схващането, че видимият свят се контролира и е населен с невидими сили или духове, които влияят върху живота на хората. За разлика от анимизма и аниматизма, в които кой да е или всички членове на обществото ги практикуват, шаманизмът изисква специално познание и способности.
Според описанията на антроположката Мария Чаплика, в сибирските селца, когато млад момък го връхлитала „болестта“ – повръщане, главоболия, халюцинации – другите жители разбирали че се ражда шаман и викали най-близкия опитен шаман, за да започне да обучава момъка. Шаманите им били както мъже, така и жени, и имали духове съюзници, с които поддържали и сексуални контакти.